# Langona pilosa
Langona pilosa là một loài nhện trong họ Salticidae.
Loài này thuộc chi Langona. Langona pilosa được Wanda Wesołowska miêu tả năm 2006.